# Юзеф Хлопицки
Ю̀зеф Гжѐгож Хлопѝцки (на полски: Józef Grzegorz Chłopicki) от полския шляхтички герб Нечуя е полски генерал, участник в Наполеоновите войни. Диктатор в началото на Ноемврийското въстание срещу руското владичество от 1830 година.

## Биография
Хлопицки е родом от Подолския край. Напуска училище още 16–годишен, за да постъпи като доброволец в полската армия. Участва в руско-полската война от 1792 година и във въстанието на Косцюшко две години по-късно. След поражението е един от хилядите патриоти, които емигрират в Революционна Франция и през 1797 образуват Полските легии. През следващите години полските доброволци, сред които е и Хлопицки като командир на батальон с ранг майор, помагат на французите да завоюват Италия. През 1807 година Хлопицки командва доброволчески полк в сраженията между Наполеоновите и руските войски при Пройсиш–Ейлау и Фридланд. Отличава се при щурма на Сарагоса по време на испанския поход на Наполеон през 1808 и година по-късно е повишен в ранг бригаден генерал. Взема участие и в похода в Русия през 1812 година, когато е тежко ранен в битката при Смоленск.
След поражението на Наполеон Хлопицки (вече като дивизионен генерал) е приет в армията на новообразуваното Полско кралство, поставено под скиптъра на руския цар. Личен конфликт с руския наместник – великия княз Константин Павлович, го кара да се откаже от активна служба и до есента на 1830 година живее като частно лице, без да се меси в политиката и военните дела.
След избухването на Ноемврийското въстание Хлопицки е поканен във Временното правителство начело на Полското кралство. На 5 декември са му поверени диктаторски правомощия. Не вярвайки във възможностите на сънародниците си да се преборят с Руската империя, той не допуска ескалация на въстанието и повежда преговори с цар Николай I за гарантиране на полските конституционни права. През втората половина на януари, когато тези преговори се оказват безплодни, а царските войски се струпват на границата, Хлопицки се отказва от пълномощията си и постъпва в армията като командир на войските на първата бойна линия. Като такъв предвожда въстаническите сили в първите сражения с настъпващите войски на фелдмаршал Дибич-Забалкански. В битката при Грохув, в която ръководи поляците вместо формалния главнокомандващ княз Михал Радзивил, е тежко ранен. Съвзема се от раната си, но повече не участва в бойните действия. Оттегля се в Краков, където доживява до дълбока старост.